# チャールズ・バトラー (初代アラン伯爵)

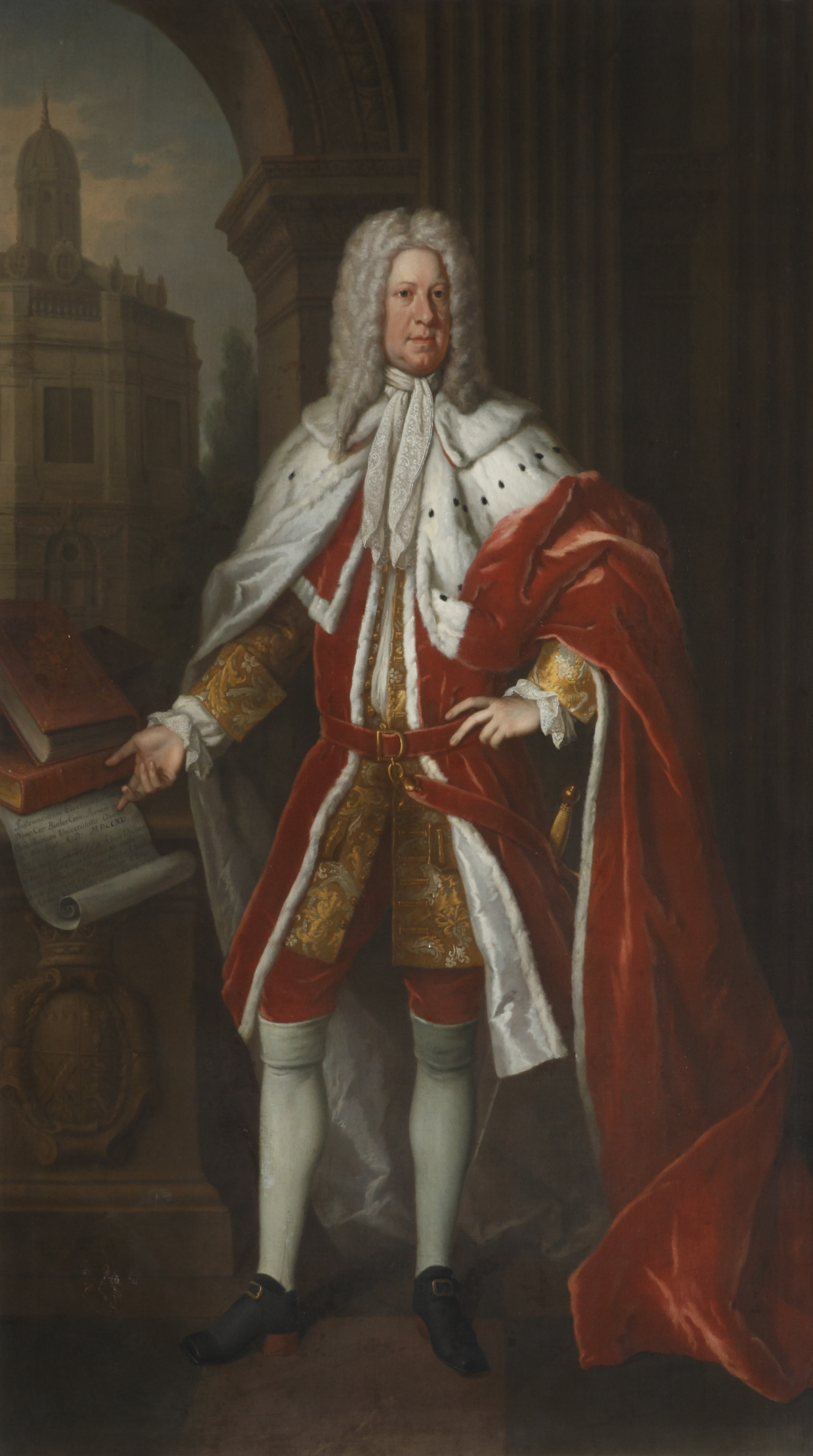
ジェームズ・ソーンヒルによる肖像画、1727年作。

初代アラン伯爵チャールズ・バトラー（英語: Charles Butler, 1st Earl of Arran、1671年9月4日 - 1758年12月17日）は、アイルランド貴族、軍人。

## 生涯
初代オーモンド公爵ジェームズ・バトラーの長男第6代オソリー伯爵トマス・バトラーとエミリア・ファン・ナッサウの次男として、1671年9月4日に生まれた。1693年3月8日にアイルランド貴族であるクラウグレナン男爵、タロー子爵、アラン伯爵に叙され、1694年1月23日にイングランド貴族であるウェストンのバトラー男爵に叙された。1699年から1702年までウィリアム3世の寝室侍従を務めた。
軍務では1697年から1703年までアラン伯爵の騎兵連隊長を、1703年から1715年まで第3近衛騎兵連隊長を務めた。1702年1月24日に准将に、1704年1月1日に少将に、1708年4月22日に中将に昇進した。その後、1712年11月から1714年までアイルランド兵站部総監を務めた。
1715年9月10日にオックスフォード大学総長に就任（1758年12月まで在任）、14日にはD.C.L.の学位を授与された。
兄の第2代オーモンド公爵ジェームズ・バトラーが1715年に私権剥奪された後、アラン伯爵は1721年に議会の議決を受けて一家の財産を買い戻した。また、1722年1月2日にジェームズ老僭王よりジャコバイト貴族のオーモンド公爵に叙された。1745年11月16日に兄が死去すると、アイルランド貴族のオーモンド公爵の爵位を継承したが、アラン伯爵はオーモンド公爵の称号を使用しなかった。同時代の解釈ではオーモンド公爵の私権剥奪により全ての称号を剥奪されたとしているが、後にグレートブリテン議会の議決がアイルランド貴族に効力を及ばないとされ、後者の解釈でのみアラン伯爵がオーモンド公爵を継承できることになる。
1758年12月17日にホワイトホールで死去、23日にウェストミンスターで埋葬された。子供がいなかったためオーモンド公爵、アラン伯爵、バトラー男爵の爵位は断絶、オーモンド伯爵の爵位は遠戚のジョン・バトラーが継承した。

## 家族

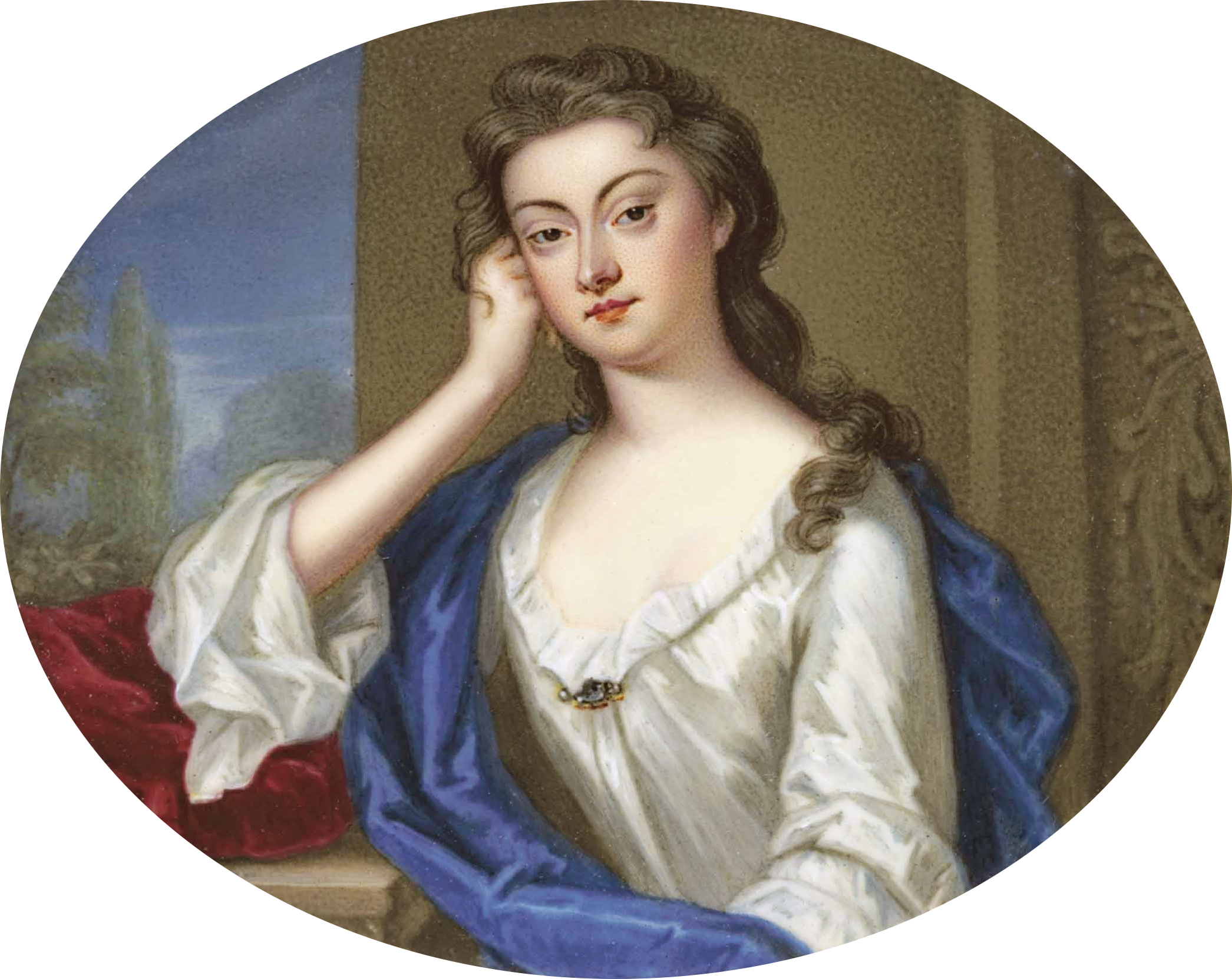
アラン伯爵夫人エリザベス・クルー、クリスティアン・フリードリヒ・ツィンケ作。

1705年6月3日、エリザベス・クルー（Elizabeth Crew、1756年5月21日没、第2代クルー男爵トマス・クルーの娘）と結婚した。